# HMS Repulse (1916)
HMS Repulse – brytyjski krążownik liniowy, jeden z dwóch okrętów typu Renown, w służbie Royal Navy od 1916 roku.
Brał udział w działaniach obu wojen światowych. Podczas pierwszej uczestniczył w tylko jednym starciu: II bitwie koło Helgolandu 17 listopada 1917 roku. W listopadzie 1918 roku przyjmował płynącą na internowanie niemiecką Hochseeflotte. W okresie międzywojennym, wraz z bliźniaczym „Renownem” był poddawany licznym modyfikacjom, co przyniosło obu okrętom żartobliwe nazwy „Repair” i „Refit” („Naprawa” i „Przeróbka”). Pełnił też funkcje reprezentacyjne, między innymi był jednym z okrętów Special Service Squadron w wokółziemskim rejsie w latach 1923–1924. W czasie wojny domowej w Hiszpanii operował na tamtejszych wodach w ramach patroli nieinterwencji.
Podczas II wojny światowej działał początkowo na wodach europejskich, uczestniczył między innymi w kampanii norweskiej i pościgu za „Bismarckiem”. Pod koniec 1941 roku został wysłany na Daleki Wschód, gdzie wraz z pancernikiem „Prince of Wales” utworzył Force Z, mający w zamyśle powstrzymać japoński ekspansjonizm w rejonie Azji Południowo-Wschodniej. 10 grudnia 1941 roku oba okręty zostały zatopione przez japońskie samoloty bombowo-torpedowe w bitwie pod Kuantanem. Wrak „Repulse” pozostał na dnie Morza Południowochińskiego jako grobowiec 513 marynarzy.

## Zamówienie i budowa
26 sierpnia 1914 roku, wkrótce po wybuchu I wojny światowej, wstrzymano budowę dwóch, planowanych jako szósta i siódma jednostka serii, pancerników typu Revenge, dla których zaplanowano nazwy „Renown” i „Repulse”. Pod koniec tegoż roku admirał John Fisher, pełniący wówczas funkcję pierwszego lorda morskiego brytyjskiej Admiralicji, zaproponował użycie zgromadzonych materiałów do konstrukcji dwóch okrętów promowanej przez niego klasy krążowników liniowych. Budowa została zatwierdzona przez rząd 28 grudnia 1914 roku, częściowo pod wrażeniem sukcesu starszych krążowników liniowych w bitwie koło Falklandów, szczegółowe plany opracowano w ciągu następnych tygodni i oficjalnie zatwierdzono 22 kwietnia 1915 roku.
Prace konstrukcyjne nad przyszłym „Repulse” miała prowadzić stocznia Palmers w Greenock, ale nie dysponowała ona pochylnią o wystarczających rozmiarach. W związku z tym kontrakt na budowę przeniesiono do stoczni John Brown & Co. w Clydebank. Stępkę położono uroczyście 25 stycznia 1915 roku, w 74. urodziny Fishera. Prace prowadzono w szybkim tempie, co doprowadziło do wodowania jednostki już 8 stycznia 1916 roku. Nazwa „Repulse” została użyta po raz jedenasty w historii Royal Navy. Łacińskie motto jednostki brzmiało „Qui Tangit Frangitur” („Kto mnie ruszy, będzie zniszczony”).
Po zakończeniu prac wykończeniowych, 15 sierpnia 1916 roku rozpoczęto próby morskie. 18 sierpnia przeprowadzono próbne strzelania z dział wszystkich kalibrów i tę datę uznaje się za dzień przyjęcia okrętu do służby. Po krótkim dokowaniu w Portsmouth rozpoczęto szkolenie załogi, w trakcie którego przeprowadzono dodatkowe próby prędkości. „Repulse” dołączył do Grand Fleet 21 września 1916 roku, stając się okrętem flagowym 1. Eskadry Krążowników Liniowych (1st Battlecruiser Squadron). Koszt budowy okrętu wyniósł 2 627 401 ówczesnych funtów.

## Opis konstrukcji

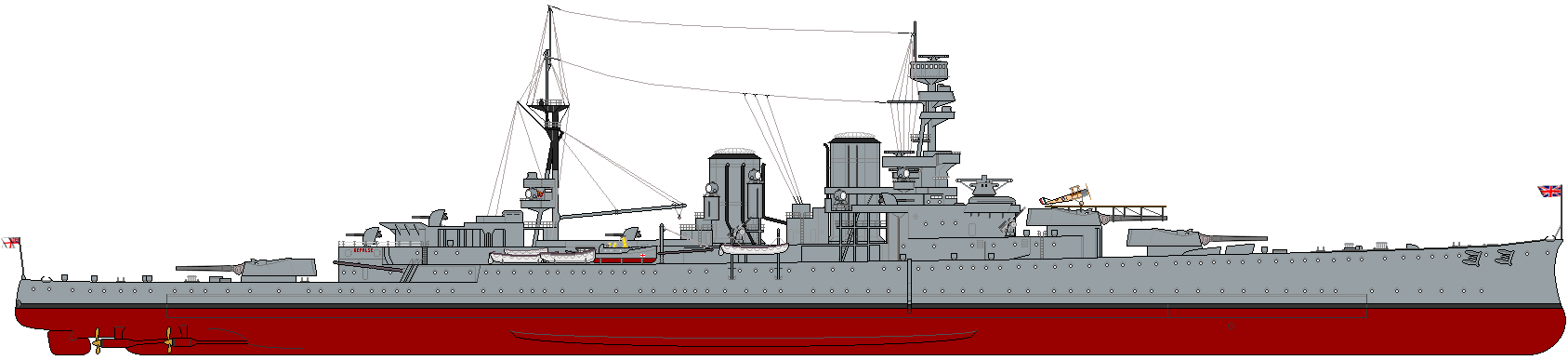
Rzut boczny „Repulse” według stanu na 1919 r.

Długość całkowita „Repulse” wynosiła 242,23 m (między pionami 228,77 m, na konstrukcyjnej linii wodnej 240 m), szerokość maksymalna 27,39 m, zaś projektowane zanurzenie przy wyporności konstrukcyjnej 26 500 ton angielskich (ts) od 7,63 m na dziobie do 7,93 m na rufie (rzeczywiste wahało się w granicach 7,8 – 8,2 m przy faktycznej wyporności konstrukcyjnej 26 584 ts). Według projektu wyporność pełna miała wynieść 30 100 ts, w rzeczywistości po wejściu do służby osiągnęła 31 592 ts. Kadłub, wykonany ze stali o podwyższonej wytrzymałości na rozciąganie (High Tensile – HT) miał konstrukcję nitowaną, opartą na wzdłużno-poprzecznym układzie wiązań, był podzielony na 18 przedziałów wodoszczelnych i miał podwójne dno na prawie całej długości. Pokład zewnętrzny nie otrzymał deskowania, jedynie ryflowanie powierzchni w ciągach komunikacyjnych dla zapobieżenia poślizgom.
Napęd okrętu stanowiły cztery (dwa zdwojone) zespoły turbin parowych Brown-Curtis, każdy składający się z turbiny wysokiego i niskiego ciśnienia. Były one rozmieszczone w dwóch przedziałach maszynowni, położonych obok siebie na śródokręciu i przedzielonych wzdłużną grodzią wodoszczelną. Każdy z zespołów poruszał bezpośrednio (bez przekładni redukcyjnych) wał napędowy z trójłopatowymi śrubami średnicy 4,12 m. Łączna moc układu na wałach wynosiła 112 000 shp przy 275 obrotach na minutę (do 120 000 shp z przeforsowaniem), co według projektu miało zapewnić prędkość maksymalną 31,5 węzła. Na próbach prędkości, przeprowadzonych 15 sierpnia 1916 roku na mili pomiarowej Arran, „Repulse” osiągnął 31,73 węzła przy mocy 118 913 shp, 275 obrotach na minutę i zmierzonej wyporności 29 900 ts. Parę do turbin dostarczały 42 opalane wyłącznie paliwem płynnym kotły wodnorurkowe typu Babcock & Wilcox, z opłomkami o dużej średnicy, o ciśnieniu roboczym 16,5 at i maksymalnym 20 at, umieszczone w sześciu kotłowniach. Instalacja elektryczna o napięciu 220 V była zasilana przez cztery generatory o łącznej mocy 750 kW. Okręt miał pojedynczy ster płytowy. Maksymalny zapas paliwa, 4000 ts, pozwalał uzyskać zasięg 3650 mil morskich przy prędkości ekonomicznej 10 węzłów.

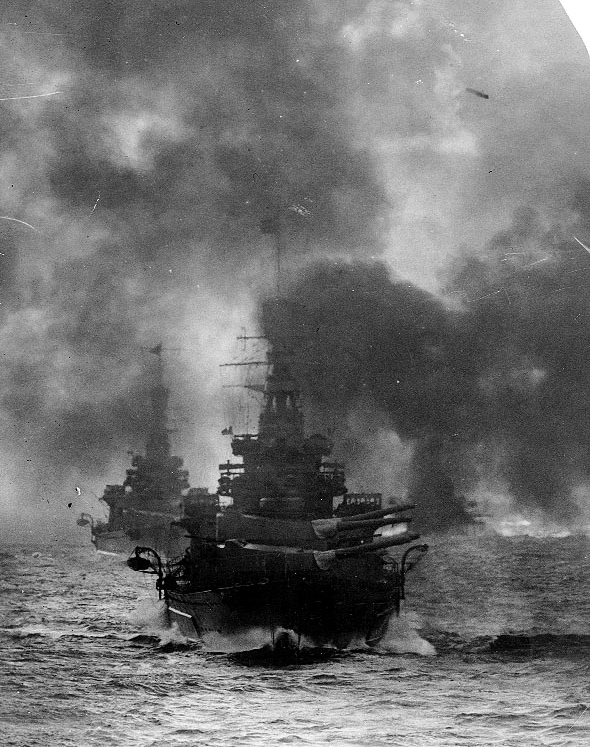
„Repulse” (na pierwszym planie) i „Renown” podczas strzelania z dział artylerii głównej w trakcie manewrów w latach 20. Zdjęcie wykonano z pokładu krążownika liniowego „Hood”

Głównym uzbrojeniem artyleryjskim krążownika było sześć dział BL 15 inch Mk I kalibru 381 mm (15 cali) o długości lufy 42 kalibry, rozmieszczonych w trzech dwudziałowych wieżach, dwóch Mk I i jednej Mk I*  
(według niektórych źródeł były to trzy wieże Mk I*), dwóch na dziobie, w superpozycji, trzeciej na rufie. Były to najbardziej rozpowszechnione i uważane za najlepsze ciężkie działa Royal Navy. Mogły wystrzeliwać pociski przeciwpancerne lub burzące o masie 879 kg na maksymalną odległość 24 370 m z prędkością wylotową 749 m/s przy maksymalnym kącie podniesienia 20° i szybkostrzelności do 2 strzałów na minutę z każdej lufy. Do kierowania ich ogniem służyły dwa dalocelowniki, na szczycie głównego stanowiska dowodzenia oraz na platformie na przednim maszcie. Każda z wież miała także własny integralny dalmierz o bazie 30 lub 15 stóp (9,14 lub 4,57 m). Artylerię średniego kalibru, przeznaczoną do zwalczania torpedowców i niszczycieli, tworzyło 17 dział BL 4 inch Mk IX kal. 102 mm (4 cale), na pięciu potrójnych podstawach Mk I z osłonami przeciwodłamkowymi oraz dwóch pojedynczych łożach P Mk XII. Pocisk do nich miał masę 14,06 kg i był wystrzeliwany z prędkością początkową 805 m/s na maksymalną odległość 12 660 m przy kącie podniesienia 30°. Potrójne podstawy były zainstalowane po bokach dziobowej nadbudówki oraz w osi symetrii okrętu: pomiędzy tylnym kominem a masztem głównym i w superpozycji na dwóch pokładach rufowej nadbudówki. Działa pojedyncze umieszczono po bokach drugiej wieży artyleryjskiej głównego kalibru („B”). Pierwotne uzbrojenie przeciwlotnicze okrętu składało się z dwóch dział QF 3 inch 20 cwt Mk I kal. 76 mm (3 cale) na podstawach HA Mk II, na pokładzie po bokach tylnego komina. Przy szybkostrzelności do 20 strzałów na minutę mogły one wystrzeliwać pocisk o masie 7,94 kg z prędkością początkową 617 m/s, maksymalna donośność w poziomie wynosiła 11 810 m, zaś pułap 7770 m. Ponadto w chwili wejścia do linii okręt dysponował dwoma podwodnymi wyrzutniami torpedowymi kal. 533 mm z zapasem dziesięciu torped Mk II, miał też cztery 3-funtowe działa salutacyjne oraz pięć karabinów maszynowych Maxim kal. 7,62 mm.
Pierwotne opancerzenie okrętu stanowił pas burtowy na linii wodnej na śródokręciu grubości 152 mm (6 cali), o długości 140,91 m i wysokości 2,74 m, rozciągający się pomiędzy osiami pierwszej i trzeciej wieży artyleryjskiej. Poza tym obszarem jego grubość zmniejszała się: w kierunku dziobu do 102 mm, rufy do 76 mm. Chroniony obszar zamknięty był poprzecznymi grodziami pancernymi: dziobową o grubości 102 mm i rufową 76 mm. Za pasem burtowym znajdowały się skosy pancerza o grubości 51 mm, zaś burta powyżej niego była pokryta płytami pancernymi grubości 38 mm. Opancerzenie poziome stanowiły dwa pokłady: główny grubości do 76 mm oraz dolny do 64 mm. Bojowe stanowisko dowodzenia miało pancerz grubości do 254 mm. Wieże artyleryjskie miały ściany czołowe 229 mm, tylne 279 mm, boczne 178 do 229 mm, dach 108 mm, zaś ich barbety grubość do 178 mm. Ochronę części podwodnej zapewniały integralne bąble przeciwtorpedowe. Całość płyt pancernych wykonana była ze stali Kruppa: pionowe KC (Krupp Cemented – utwardzanej powierzchniowo) i KNC (Krupp Non-Cemented), poziome ze stali HT.
W chwili wejścia do służby załoga liczyła 1181 oficerów, podoficerów i marynarzy. W czasie jej trwania, wraz z kolejnymi modyfikacjami, zmieniała się, a w momencie zatonięcia okrętu wynosiła 1309 osób.

## Modernizacje

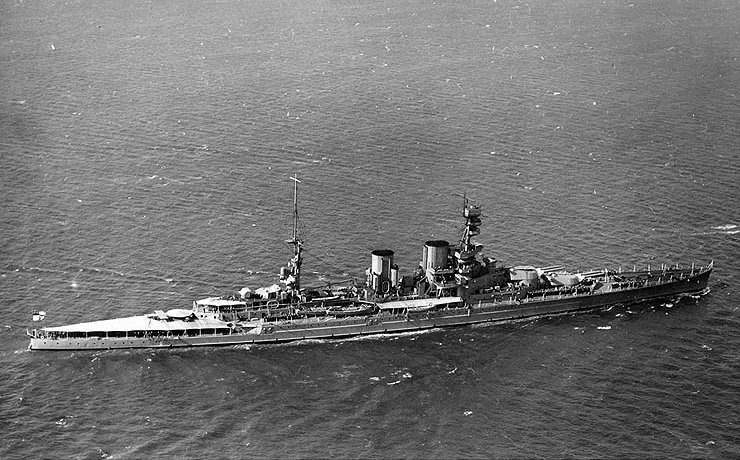
„Repulse” w czasie wokółziemskiego rejsu lat 1923–1924. Widoczne platformy startowe na wieżach artyleryjskich i powiększony pas pancerza burtowego

W ciągu swej długiej służby „Repulse”, podobnie jak „Renown”, był wielokrotnie modernizowany, wykorzystywano go również do testowania różnych nowinek technicznych. W związku z tym bliźniacze jednostki zyskały wśród marynarzy żartobliwe nazwy „Repair” i „Refit” („Naprawa” i „Przeróbka”). Już w 1916 roku podwyższono przedni komin, aby zmniejszyć zadymianie pomostu bojowego. Opierając się na doświadczeniach bitwy jutlandzkiej, w której Royal Navy straciła w wyniku eksplozji trzy krążowniki liniowe, opracowano projekt wzmocnienia opancerzenia pozostałych jednostek tej klasy. Prace stoczniowe na „Repulse” przeprowadzono na przełomie lat 1916–1917, powiększając grubość pancerza w najbardziej newralgicznych punktach: rejonie komór amunicyjnych i maszyny sterowej. W drugiej połowie 1917 roku na drugiej wieży okrętu zainstalowano, po raz pierwszy na tak dużej jednostce Royal Navy, platformę startową dla samolotu. Pierwszy start myśliwca Sopwith Pup, pilotowanego przez majora Fredericka J. Rutlanda, odbył się 1 października 1917 roku, w pobliżu wysepki Inchkeith w estuarium Firth of Forth. Później wyposażenie lotnicze uzupełniono o drugą platformę, na rufowej wieży artyleryjskiej oraz cztery samoloty: dwa myśliwskie i dwa rozpoznawcze. Te ostatnie, dwumiejscowe, wymagały do startu powiększonej platformy. Pierwsze próby startu z „Repulse”, przeprowadzone w kwietniu 1918 roku, okazały się nieudane, lecz później, po dopracowaniu platformy na wieżach „Australii”, zainstalowano taką samą również na „Repulse”.
Od grudnia 1918 do stycznia 1921 roku na okręcie przeprowadzono prace stoczniowe, mające ponownie wzmocnić ochronę pancerną kadłuba. W ich trakcie zainstalowano w miejscu dotychczasowego pasa pancernego grubszy (do 229 mm), zdjęty z przebudowywanego na lotniskowiec nieukończonego ex-chilijskiego pancernika „Almirante Cochrane”. Zdemontowany pancerz 152 mm przeniesiono wyżej na burtę, w wyniku czego zaślepiono dolny rząd iluminatorów na śródokręciu, co odtąd odróżniało „Repulse” od bliźniaczego „Renowna”. Powiększono również bąble przeciwtorpedowe, co zwiększyło szerokość okrętu do 30,81 m. Zdemontowano podwodne wyrzutnie torpedowe, instalując w zamian cztery stałe zdwojone zespoły wyrzutni nawodnych, po dwa na burtę pod pokładem śródokręcia. Według niektórych źródeł oba pojedyncze działa kal. 102 mm wymieniono na 3-calowe armaty przeciwlotnicze. W tym samym czasie odeskowano pokład. Koszt modernizacji przekroczył 800 000 funtów.
Pod koniec 1924 roku wymieniono działa przeciwlotnicze kal. 76 mm i pojedyncze działa kal. 102 mm na cztery działa przeciwlotnicze QF 4 inch Mk V kal. 102 mm. Przy długości lufy równej 45 kalibrom, wystrzeliwały one pocisk o masie 14,06 kg z prędkością początkową 728 m/s. Miały szybkostrzelność do 13 strzałów na minutę, zasięg poziomy 15 020 m, zaś pionowy 9450 m. W połowie lat 20. na szczycie przedniego masztu zainstalowano stanowisko kontroli ognia przeciwlotniczego HACP.
W kwietniu 1933 roku rozpoczęto w stoczni marynarki w Portsmouth wielką przebudowę okrętu. W jej trakcie na śródokręciu zamontowano (znów po raz pierwszy na wielkim okręcie bojowym) stałą, poprzeczną katapultę typu DIIHI oraz dwa hangary po bokach tylnego komina i dwa dźwigi do obsługi czterech wodnosamolotów pokładowych. Jednocześnie usunięto potrójne stanowisko armat kal. 102 mm ze śródokręcia, zmniejszając tym samym ich liczbę do czterech (12 luf). Rozbudowano dziobową nadbudówkę ze stanowiskami dowodzenia. Nowe uzbrojenie przeciwlotnicze składało się z czterech pojedynczych dział Mk V kal. 102 mm, dwóch eksperymentalnych wież BD Mk XVII HA/LA z dwoma działami kal. 102 mm każda (w kwietniu 1939 roku zastąpione dwoma pojedynczymi działami Mk V), dwóch ośmiolufowych stanowisk Mk VI armat 2 pdr Mk VIII kal. 40 mm (tzw. pom-pomów) i dwóch poczwórnych zestawów Mk II* wielkokalibrowych karabinów maszynowych Vickers Mk III kal. 12,7 mm. Zabudowano nową centralę artyleryjską Mk IV* dla dział kal. 381 mm oraz stanowiska systemu kierowania ogniem przeciwlotniczym HACS (High Angle Control System). Wzmocniono po raz kolejny opancerzenie poziome okrętu i zmieniono konstrukcję bąbli przeciwtorpedowych. Po zakończeniu prac stoczniowych, których koszt wyniósł 1 377 748 funtów, wyporność pełna jednostki wzrosła do 38 300 ts, zaś maksymalne zanurzenie do 9,8 m. Podczas prób w marcu 1936 roku uzyskano moc siłowni 112 400 shp i prędkość maksymalną 28,36 węzła.
Jeszcze przed wybuchem II wojny światowej, przy okazji demontażu eksperymentalnych wież kal. 102 mm, dodano na okręcie dwa kolejne poczwórne zestawy karabinów maszynowych Vickersa. W 1940 roku usunięto potrójne stanowisko dział kal. 102 mm na rufie, montując w tym miejscu trzeci ośmiolufowy pom-pom. Przed odpłynięciem na Daleki Wschód, w 1941 roku, dodano jeszcze osiem (prawdopodobnie, dokładna liczba jest trudna do ustalenia) pojedynczych dział automatycznych Oerlikon kal. 20 mm i zainstalowano radar artyleryjski typu 284.

## Przebieg służby

### I wojna światowa

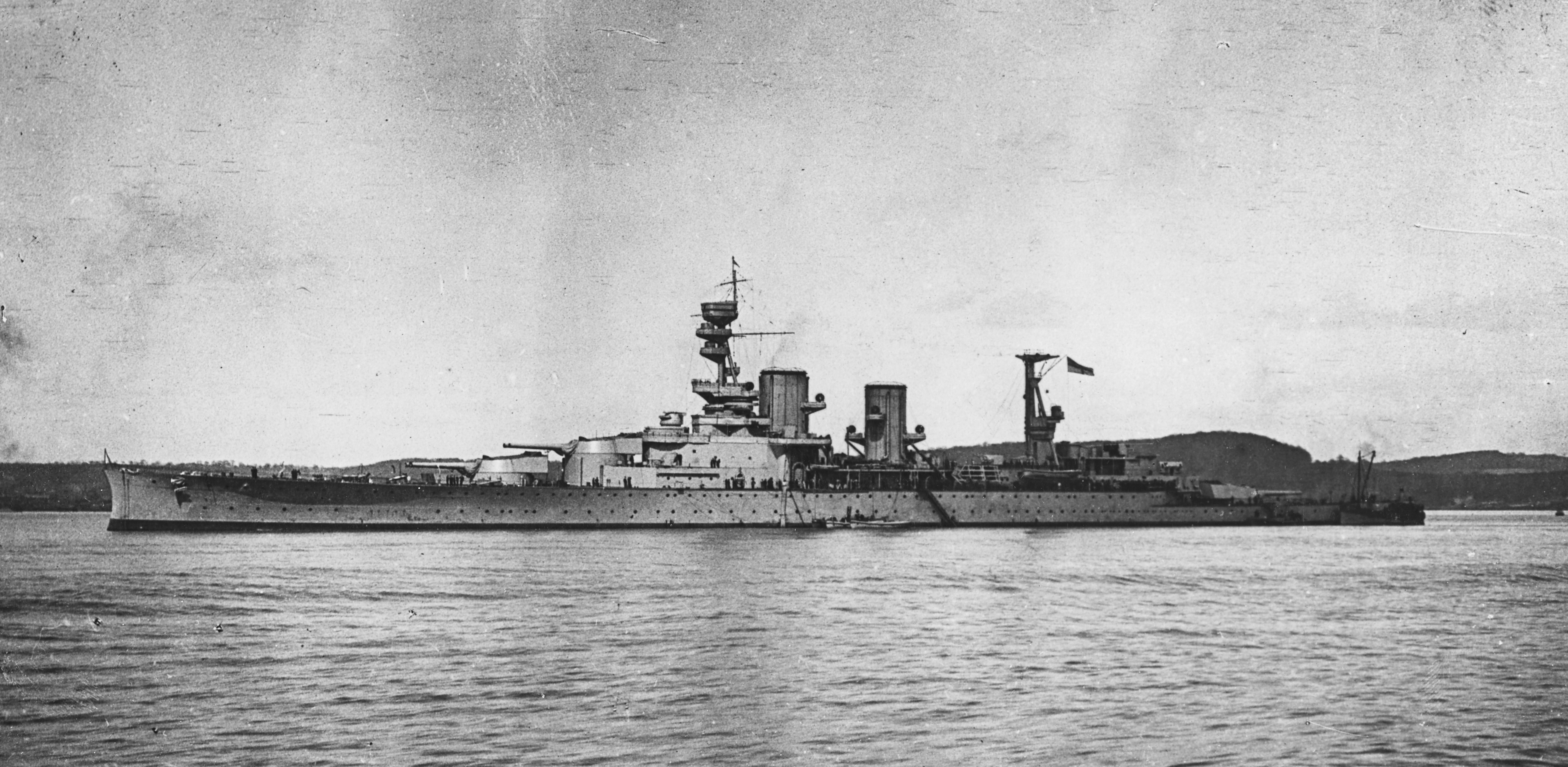
„Repulse” w 1916–1917 r.

Po wejściu w skład Grand Fleet „Repulse” został okrętem flagowym rozbitej w bitwie jutlandzkiej 1. Eskadry Krążowników Liniowych. W tym okresie wojny niemiecka Hochseeflotte nie podejmowała już większych akcji zaczepnych, zaś Brytyjczycy skupili się na blokadzie morskiej Niemiec, prowadzonej głównie przy pomocy lekkich sił nawodnych oraz minowania podejść do baz nad Morzem Północnym. Te były systematycznie trałowane przez jednostki Kaiserliche Marine, zwalczane z kolei przez lekkie okręty brytyjskie. W połowie listopada 1917 roku Admiralicja zaplanowała szeroko zakrojoną akcję, mającą doprowadzić do zniszczenia jak największej liczby niemieckich trałowców operujących w rejonie Zatoki Helgolandzkiej.
16 listopada wyszły w morze dwa silne zespoły okrętów Royal Navy: Force A, składająca się z krążowników pod ogólnym dowództwem wiceadmirała Trevylyana Napiera oraz Force B, czyli 1. Eskadra Krążowników Liniowych wiceadmirała Williama C. Pakenhama, z „Repulse” pod dowództwem komandora Williama Boyle’a. Następnego dnia rano okręty Force A („Courageous” i „Glorious”) starły się z niemiecką 2. Grupą Rozpoznawczą kontradmirała Ludwiga von Reutera. Brytyjskie niszczyciele zaatakowały niemieckie trałowce, niszcząc jeden z nich. W obliczu przewagi przeciwnika, kontradmirał Reuter zarządził odwrót pod osłonę dział zabezpieczających jego działania pancerników „Kaiser” i „Kaiserin”. W tym czasie do sił wiceadmirała Napiera dołączył delegowany z Force B „Repulse”, z kontradmirałem Richardem F. Phillimorem na pokładzie. Jego artylerzyści przyłączyli się do ostrzału, uzyskując jedno trafienie na 54 zużyte pociski kal. 381 mm. W jego wyniku poważnie uszkodzony został niemiecki krążownik lekki „Königsberg” (część źródeł przyznaje artylerzystom „Repulse” jeszcze jedno trafienie, w krążownik lekki „Frankfurt”). Podczas bitwy „Repulse” był nieskutecznie atakowany przez niemieckie wodnosamoloty i okręt podwodny, lecz kontynuował walkę do momentu dostania się w zasięg dział pancerników przeciwnika.
W tej nierozstrzygniętej bitwie, znanej jako II bitwa koło Helgolandu, „Repulse” doznał niewielkich awarii siłowni, spowodowanych jej przeciążeniem podczas utrzymywania wysokiej prędkości w warunkach bojowych. Od tej pory okręt nie miał już okazji do uczestniczenia w akcjach, za to 12 grudnia 1917 roku, wypływając na rejs szkoleniowy, doznał kolizji z krążownikiem liniowym „Australia”, odnosząc nieznaczne uszkodzenia. 21 listopada 1918 roku, jako okręt flagowy 1. Eskadry Krążowników Liniowych, wszedł w skład floty przyjmującej jednostki Hochseeflotte płynące na internowanie w Scapa Flow. 17 grudnia został wycofany z linii i skierowany do stoczni, gdzie przebywał do stycznia 1921 roku.

### Okres międzywojenny

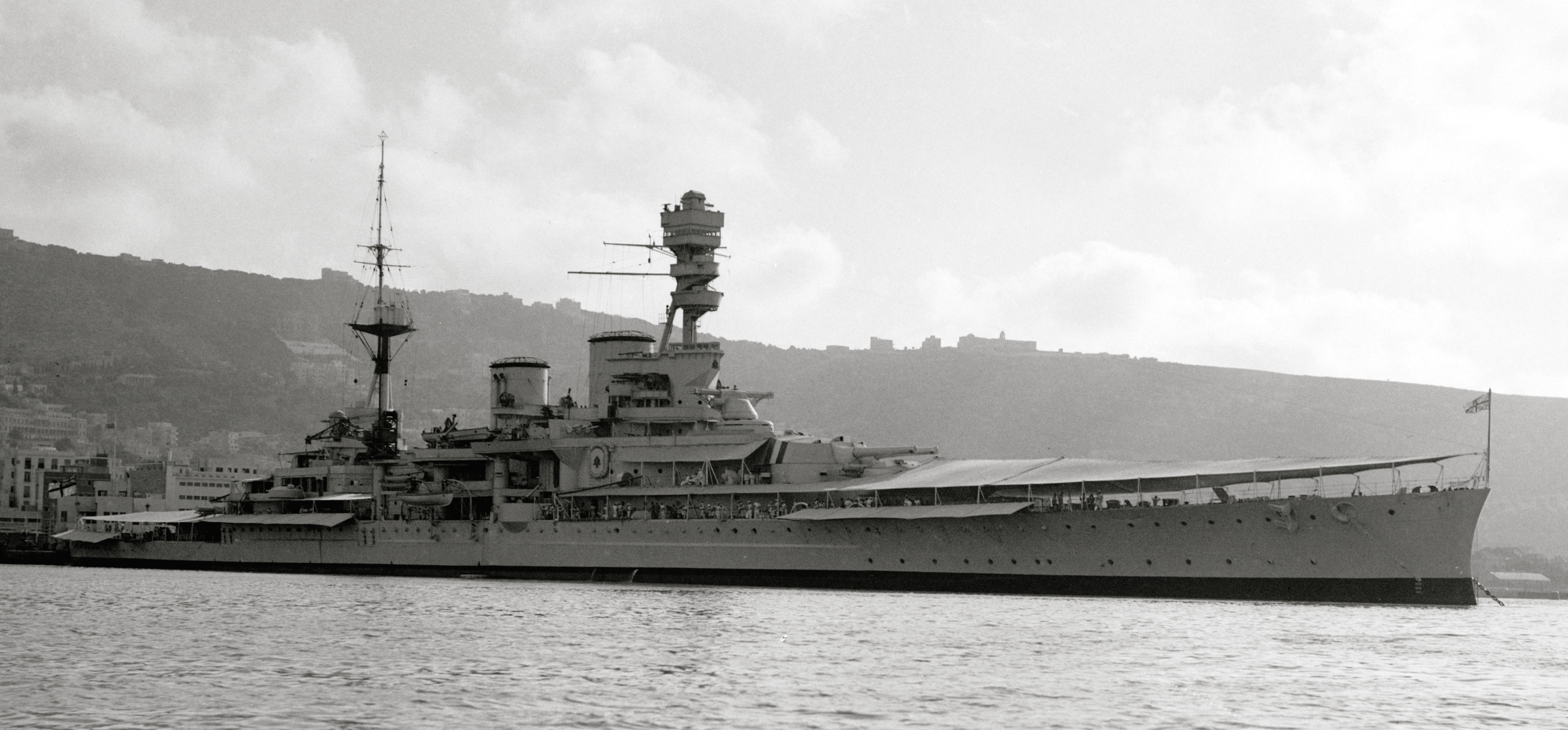
„Repulse” w lipcu 1938

Po powrocie do linii „Repulse” został jednym z okrętów Eskadry Krążowników Liniowych Floty Atlantyckiej. Wraz z nią odbywał zimowe ćwiczenia na Morzu Śródziemnym, na okres letni powracając na wody brytyjskie. W tym czasie pełnił też rolę reprezentacyjną, odwiedzając liczne porty zagraniczne. Towarzyszył krążownikowi liniowemu „Hood” w podróży do Brazylii od 14 sierpnia do 3 grudnia 1922 roku, gdzie uczestniczył w obchodach stulecia ogłoszenia przez ten kraj niepodległości oraz do krajów skandynawskich w czerwcu i lipcu następnego roku. 27 listopada 1923 roku wraz z „Hoodem” i lżejszymi okrętami rozpoczął rejs wokółziemski. Trasa specjalnie w tym celu utworzonej eskadry, Special Service Squadron, dowodzonej przez wiceadmirała Fredericka L. Fielda, wiodła przez większość brytyjskich kolonii na całym świecie. W skład eskadry wchodziły krążowniki liniowe „Hood” i „Repulse” oraz jednostki 1. Eskadry Krążowników Lekkich kontradmirała Huberta G. Branda („Delhi”, „Dragon”, „Danae”, „Dauntless” i „Dunedin”) w eskorcie dziewięciu niszczycieli. Przez Freetown, Kapsztad, Durban i inne porty południowej Afryki, Zanzibar, Trincomalee, Port Swettenham na Malajach i Singapur eskadra dotarła 27 lutego 1924 roku do Fremantle w zachodniej Australii. Następnie przez Albany i Adelaide dopłynęła do Melbourne, gdzie okręty pozostały przez następny tydzień, wizytowane przez tłumy mieszkańców. Po krótkim pobycie w Hobart przepłynęły do Sydney. 12 kwietnia asystowały przy uroczystym zatopieniu krążownika liniowego „Australia”. Dalej trasa wiodła przez nowozelandzkie Wellington, Napier i Auckland, następnie Fidżi, Samoa Zachodnie, Honolulu, Victorię, Vancouver, San Francisco, Kanał Panamski (lekkie krążowniki popłynęły wokół przylądka Horn, odwiedzając po drodze porty południowoamerykańskie), Kingston, Halifax, Québec i po przepłynięciu Atlantyku z powrotem do Devonport. Podróż, od niezliczonych rautów i bankietów w odwiedzanych portach nazwana przez załogę „pijanym rejsem”, zakończyła się 29 września 1924 roku.
Po kolejnym pobycie w stoczni, w drugiej połowie stycznia i w lutym 1925 roku okręt odbył rejs do Lizbony, gdzie uczestniczył w obchodach ku czci Vasco da Gamy, następnie przepłynął do Gibraltaru i odwiedził kilka hiszpańskich portów. W marcu wziął udział w manewrach połączonych flot Royal Navy: Atlantyckiej i Śródziemnomorskiej, liczących łącznie około stu jednostek. Manewry, pomyślane jako demonstracja potęgi Royal Navy, zostały jednak przerwane w związku z silnym sztormem w okolicach Majorki. Następnie posłużył jako jacht królewski w podróży Księcia Walii do krajów Afryki i Ameryki Południowej. Po wypłynięciu z Portsmouth 25 marca, okręt skierował się do Sierra Leone i przez Takoradi dotarł 1 maja do Kapsztadu. Tam książę Edward zszedł z pokładu, rozpoczynając lądową podróż po Afryce. Powrócił na „Repulse” 29 lipca i po zawinięciu na Wyspę Świętej Heleny przepłynął Atlantyk. Kolejnymi przystankami na trasie książęcego rejsu były Montevideo i Buenos Aires, następnie przez Indie Zachodnie krążownik powrócił 16 października do Portsmouth. Oficerem nawigacyjnym okrętu był w tym rejsie kapitan William Tennant, później ostatni jego dowódca. W kolejnych latach „Repulse” pełnił służbę we Flocie Atlantyckiej, przerywaną kolejnymi pobytami w stoczniach. Od kwietnia 1929 roku, w związku z wycofaniem z linii poddawanego przebudowie „Hooda”, przejął rolę okrętu flagowego Eskadry Krążowników Liniowych. W 1931 roku wziął udział w ćwiczeniach floty, przerwanych w wyniku buntu w Invergordon, lecz jego załoga nie przyłączyła się do strajkujących marynarzy. W latach 1933–1936 został skierowany na wielką modernizację w stoczni marynarki w Portsmouth. Wkrótce po powrocie do linii w maju 1936 roku został wysłany na Morze Śródziemne, dla wzmocnienia Floty Śródziemnomorskiej na Malcie w związku z wojną włosko-abisyńską i narastającym napięciem w Hiszpanii. Jego dowódcą był wówczas komandor John Godfrey, późniejszy admirał i szef wywiadu Admiralicji. Po wybuchu wojny domowej brał udział w patrolach nieinterwencji. 27 sierpnia 1936 roku uczestniczył w incydencie związanym z obroną wolności żeglugi na wodach hiszpańskich. Republikański krążownik „Miguel de Cervantes” zatrzymał wówczas brytyjski statek „Gibel Zerion”, płynący z ładunkiem benzyny do rebelianckiej Melilli i zamierzał doprowadzić go do portu w Maladze. Dowódca statku zażądał drogą radiową interwencji okrętów Royal Navy z Gibraltaru. „Renown”, w eskorcie niszczyciela „Codrington”, zmusił swą obecnością hiszpański krążownik do zwolnienia zatrzymanego statku. Pod koniec roku „Repulse” przewoził uchodźców do Francji, 20 maja 1937 roku uczestniczył w rewii koronacyjnej Jerzego VI na redzie Spithead. W lipcu 1938 roku został wysłany do Hajfy w związku z trwającym tam arabskim powstaniem. W 1939 roku miał posłużyć po raz kolejny jako jacht królewski, w podróży pary monarszej do Kanady, ale wzrastające po układzie monachijskim napięcie międzynarodowe spowodowało, że król i królowa odbyli rejs liniowcem pasażerskim „Empress of Australia”, zaś „Repulse” konwojował ich tylko w części trasy a następnie został włączony do pilnie wzmacnianej Home Fleet.

### II wojna światowa

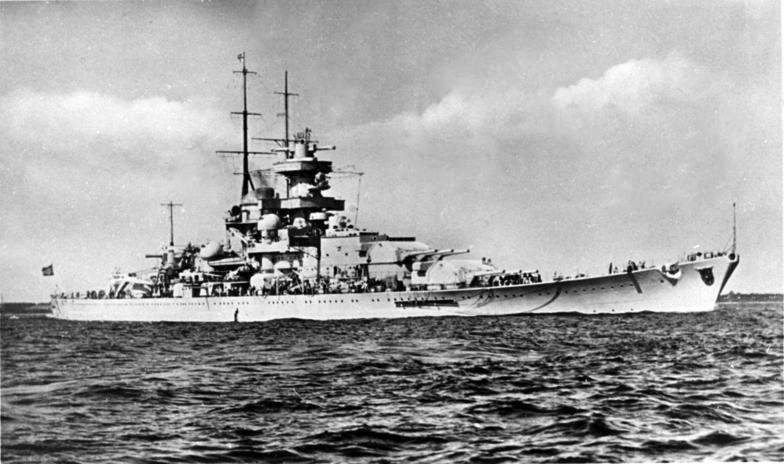
Niemiecki pancernik „Gneisenau” w 1939 r.

Wybuch wojny zastał „Repulse” w składzie Eskadry Krążowników Liniowych Home Fleet, w której był wówczas także „Hood”, a później dołączył jeszcze „Renown”. W dniach 7–10 września uczestniczył w patrolu wzdłuż brzegów Norwegii. 25 września wszedł do zespołu ciężkich okrętów Royal Navy, dowodzonego przez admirała Charlesa Forbesa, wysłanego dla zabezpieczenia powrotu do bazy uszkodzonego przez niemieckie jednostki w rejonie Horns Rev na Morzu Północnym okrętu podwodnego „Spearfish”. Następnego dnia zespół został zaatakowany przez bombowce Luftwaffe. W dniach 8–11 października uczestniczył w wypadzie okrętów Home Fleet w kierunku południowej Norwegii, po wykryciu na Morzu Północnym silnej formacji okrętów Kriegsmarine z pancernikiem „Gneisenau”. Do spotkania z przeciwnikami nie doszło. Także w październiku patrolował wraz z lotniskowcem „Furious” trasy konwojowe na Atlantyku, chroniąc je przed rajderami. W listopadzie i grudniu eskortował konwoje z żołnierzami 1. Kanadyjskiej Dywizji Piechoty przewożonymi do Wielkiej Brytanii. 28 grudnia płynął w towarzystwie pancernika „Barham”, gdy ten został uszkodzony torpedą wystrzeloną z U-30. Następnie był delegowany do ochrony konwojów z rudą żelaza, zmierzających ze Skandynawii do Wielkiej Brytanii. W tym czasie, po zatopieniu „Royal Oak”, główne siły floty bazowały w innych portach brytyjskich, powracając do Scapa Flow dopiero w marcu 1940 roku.
Codzienność służby eskortowej uległa odmianie w kwietniu 1940 roku. 7 kwietnia „Repulse” został włączony do zespołu okrętów admirała Williama J. Whitwortha, patrolującego rejon pomiędzy Bodø i Narwikiem. Następnego dnia został wysłany na pomoc, po sygnale odebranym z niszczyciela „Glowworm”, który natknął się w morzu i został zatopiony przez krążownik ciężki „Admiral Hipper”, jednak nie napotkał przeciwnika. 9 kwietnia dołączył do reszty sił admirała Whitwortha na zachód od Lofotów. Opuścił ten rejon wraz z „Renownem” po trzech dniach, docierając do Scapa Flow 14 kwietnia. 17 kwietnia wypłynął w osłonie konwoju z francuskimi wojskami płynącego do Narwiku. Po otrzymaniu wiadomości o uszkodzeniu przez Luftwaffe krążownika „Suffolk”, eskortował go przez pewien czas, po czym powrócił do konwoju, z którym dotarł do Harstad 19 kwietnia. Do Scapa Flow wrócił trzy dni później.
Cały maj spędził w bazie, kolejne bojowe wyjście w morze zanotował dopiero 5 czerwca 1940 roku, gdy został wysłany do zablokowania przewidywanej próby przedarcia się niemieckich ciężkich okrętów na Atlantyk. Następnie dołączył do zespołu floty pod dowództwem kontradmirała J.G.P. Viviana, osłaniającego konwój ewakuujący wojska brytyjskie z Narwiku i Harstad. W ostatnich dniach lipca uczestniczył w nieskutecznym wypadzie floty przeciwko przedzierającemu się do Niemiec uszkodzonemu pancernikowi „Gneisenau”. W kolejnych miesiącach przebywał w Scapa Flow oraz na remoncie w Rosyth. Pomiędzy 28 a 30 września pełnił funkcję okrętu flagowego kontradmirała Ronalda H.C. Hallifaxa, dowódcy niszczycieli Home Fleet. Większość operacji, w których uczestniczył w tym okresie, odbywała się na wodach północnego Atlantyku i była skierowana przeciwko niemieckim rajderom, próbującym przedrzeć się na Atlantyk. W pierwszych dniach listopada uczestniczył w poszukiwaniach pancernika kieszonkowego „Admiral Scheer” po tym, gdy ten zatopił krążownik pomocniczy „Jervis Bay” w ataku na konwój HX-84. Na początku grudnia osłaniał operację stawiania zagrody minowej u wybrzeży Islandii. W nocy z 25 na 26 stycznia 1941 roku wypłynął wraz z pancernikami „Nelson” i „Rodney”, by zablokować przejście na południe od Islandii płynącym na korsarską operację „Scharnhorstowi” i „Gneisenau”. Pomimo zakrojonej na szeroką skalę operacji Royal Navy nie udało się przechwycić rajderów, które w ciągu następnych dwóch miesięcy zadały poważne straty żegludze alianckiej.
21 maja 1941 roku, w związku z wykryciem w fiordzie w pobliżu Bergen niemieckiego pancernika „Bismarck” i towarzyszącego mu krążownika ciężkiego „Prinz Eugen”, wszystkie ciężkie okręty Royal Navy zostały postawione w stan gotowości. „Repulse”, który miał dołączyć do eskorty konwoju WS-8, został odwołany z zadania i pozostawiony w dyspozycji dowódcy Home Fleet, admirała Johna C. Toveya. Następnego dnia, w eskorcie niszczycieli „Legion” oraz kanadyjskich „Assiniboine” i „Saguenay”, wypłynął z Clyde, a 23 maja dołączył do sił głównych Home Fleet, pod dowództwem admirała Toveya na „King George V”, znajdujących się na południe od Hebrydów. Okręty patrolowały przejście na Atlantyk, pomiędzy Islandią a Wyspami Owczymi. Po zatopieniu „Hooda” Brytyjczycy rozpoczęli pościg za zmierzającym do Francji „Bismarckiem”. „Repulse” towarzyszył głównym siłom Home Fleet przez 23 i 24 maja, natomiast rankiem 25 maja, w związku z malejącym zapasem paliwa, został odesłany do Nowej Fundlandii. Dotarł tam 27 maja, płynąc z ekonomiczną prędkością 8–10 węzłów.
Przez pewien czas „Repulse” pozostawał na wodach kanadyjskich, do Wielkiej Brytanii powrócił 3 lipca 1941 roku w eskorcie konwoju TC-11, wiozącego 12 771 żołnierzy kanadyjskich do Europy. W sierpniu w Scapa Flow otrzymał radar typu 284. W tym samym miesiącu zapadła decyzja o dołączeniu „Repulse” do eskorty konwoju WS-11, zmierzającego z oddziałami wojskowymi na Bliski Wschód, do Suezu wokół Przylądka Dobrej Nadziei. 30 sierpnia na pokład okrętu dostarczono sześć zestawów radarów obserwacji przestrzeni powietrznej typu 286P, z których jeden został zainstalowany przez załogę w drodze do Freetown, zaś pozostałych pięć było przeznaczonych dla innych okrętów operujących w tym czasie na Oceanie Indyjskim. Następnego dnia konwój WS-11 opuścił Wielką Brytanię. 4 września został podzielony w morzu na dwie części: szybką WS-11F oraz wolniejszą WS-11S. Do Freetown obie części dotarły odpowiednio 13 i 15 września, a 18 tego miesiąca opuściły port znów jako połączony konwój. W dalszej drodze „Repulse” zawijał kolejno na Wyspę Świętej Heleny, do Durbanu i Mombasy, gdzie 14 października dołączył do Force T, tworzonego przez lotniskowiec „Hermes” i krążownik „Emerald”. Od 3 października formalnie podlegał operacyjnie dowództwu rejonu Indii Wschodnich (East India Command). Do końca miesiąca operował z Mombasy w poszukiwaniu niemieckich rajderów.
1 listopada „Repulse” wypłynął do Durbanu, gdzie dotarł pięć dni później. Podczas pobytu w tym mieście był wizytowany przez południowoafrykańskiego premiera, generała Jana Smutsa. 8 listopada odpłynął z Durbanu w eskorcie kolejnego transportu wojsk, konwoju WS-12, z którym przebywał do 14 listopada, kiedy skierował się do Mombasy. 15 listopada opuścił afrykańską bazę, zgodnie z rozkazami wyruszając do Kolombo i Trincomalee na Cejlonie.

### Bitwa pod Kuantanem

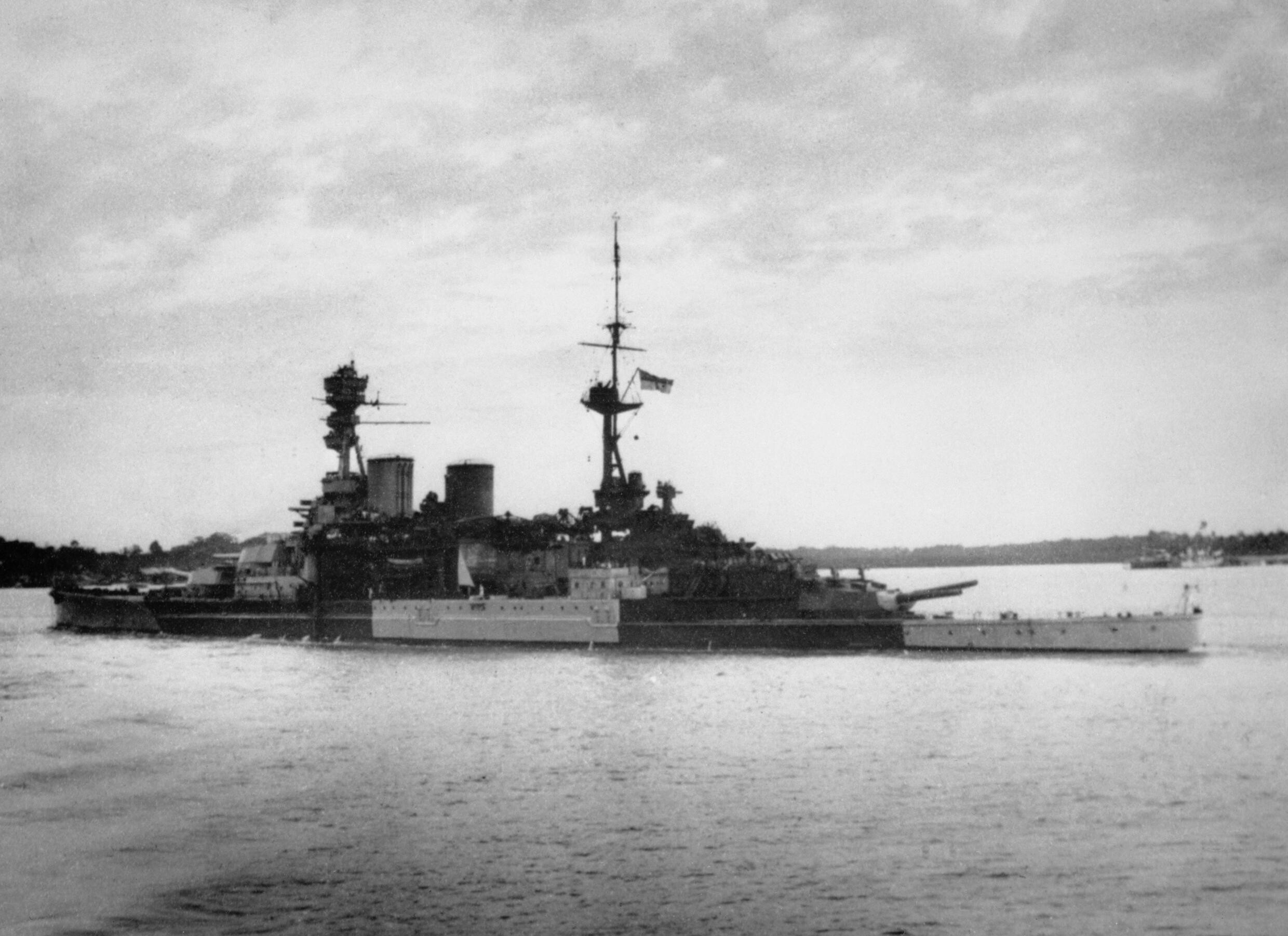
„Repulse” opuszcza Singapur, 8 grudnia 1941 r.

W związku z zaostrzającą się sytuacją polityczną w Azji, w październiku 1941 roku premier Winston Churchill zdecydował o wzmocnieniu brytyjskiej obecności wojskowej na Malajach. Zgodnie z jego decyzją, a wbrew opiniom lordów Admiralicji i admirała Toveya, do Singapuru, który był główną twierdzą w brytyjskich posiadłościach w Azji Południowo-Wschodniej, został wysłany silny zespół floty. W jego skład miały wchodzić pancernik „Prince of Wales” jako okręt flagowy admirała Thomasa Philipsa, krążownik liniowy „Repulse” oraz lotniskowiec „Indomitable”. Ten ostatni wszedł jednak 3 listopada, na skutek błędu nawigacyjnego, na rafę koralową w rejonie Kingston na Jamajce i uszkodził dno, w wyniku czego został odesłany na remont do Stanów Zjednoczonych.
Oba ciężkie okręty spotkały się 28 listopada 1941 roku w Kolombo, skąd odpłynęły do Singapuru. W rejsie zespołem dowodził komandor Tennant, ponieważ admirał Philips odleciał wcześniej łodzią latającą, wyprzedzając podległe sobie jednostki, które dotarły do celu 2 grudnia. Tam formacja otrzymała nazwę Zespołu Z (Force Z). 5 grudnia, zgodnie z sugestiami przesłanymi z Admiralicji, „Repulse” wraz z eskortą niszczycieli „Vampire” i „Tenedos” zostały wysłane do australijskiego Darwin. 6 grudnia wieczorem australijski samolot rozpoznawczy wykrył japoński konwój w silnej eskorcie, płynący w kierunku Syjamu. Na wieść o tym admirał Philips rozkazał swojemu zastępcy i szefowi sztabu, kontradmirałowi Arthurowi Palliserowi, zawrócić z rejsu „Repulse” i przygotować cały zespół do wyjścia w morze.
8 grudnia tuż po północy czasu lokalnego Japończycy rozpoczęli desant na plażach Malajów i Syjamu. Także 8 grudnia, około 4.40 rano, rozpoczął się pierwszy nalot na Singapur. Japońskie samoloty zrzuciły bomby na kotwicowisko marynarki i pobliskie lotniska, nie wyrządzając jednak poważniejszych szkód. Jeszcze tego samego dnia admirał Philips podjął decyzję o wyjściu w morze przeciwko japońskim zespołom inwazyjnym. Według jego planu obydwa ciężkie okręty w osłonie czterech nadających się aktualnie do akcji niszczycieli („Express”, „Electra”, „Vampire” i „Tenedos”) miały popłynąć na północ i 10 grudnia nad ranem zaskoczyć przeciwnika w Zatoce Syjamskiej, w rejonie desantów pod Kota Bharu, Singorą i Patani. Ochronę z powietrza miały zapewnić myśliwce RAF. Zespół opuścił Singapur wkrótce po godzinie 17.00 8 grudnia i skierował się na północny wschód, omijając w ten sposób japońskie pola minowe. Następnie podążył w kierunku Zatoki Syjamskiej. Na czas operacji zarządzono całkowitą ciszę radiową. Nocą okręty zespołu odebrały sygnał od pozostałego w Singapurze kontradmirała Pallisera, który informował, że osłona myśliwska w rejonie planowanej 10 grudnia akcji nie będzie możliwa.

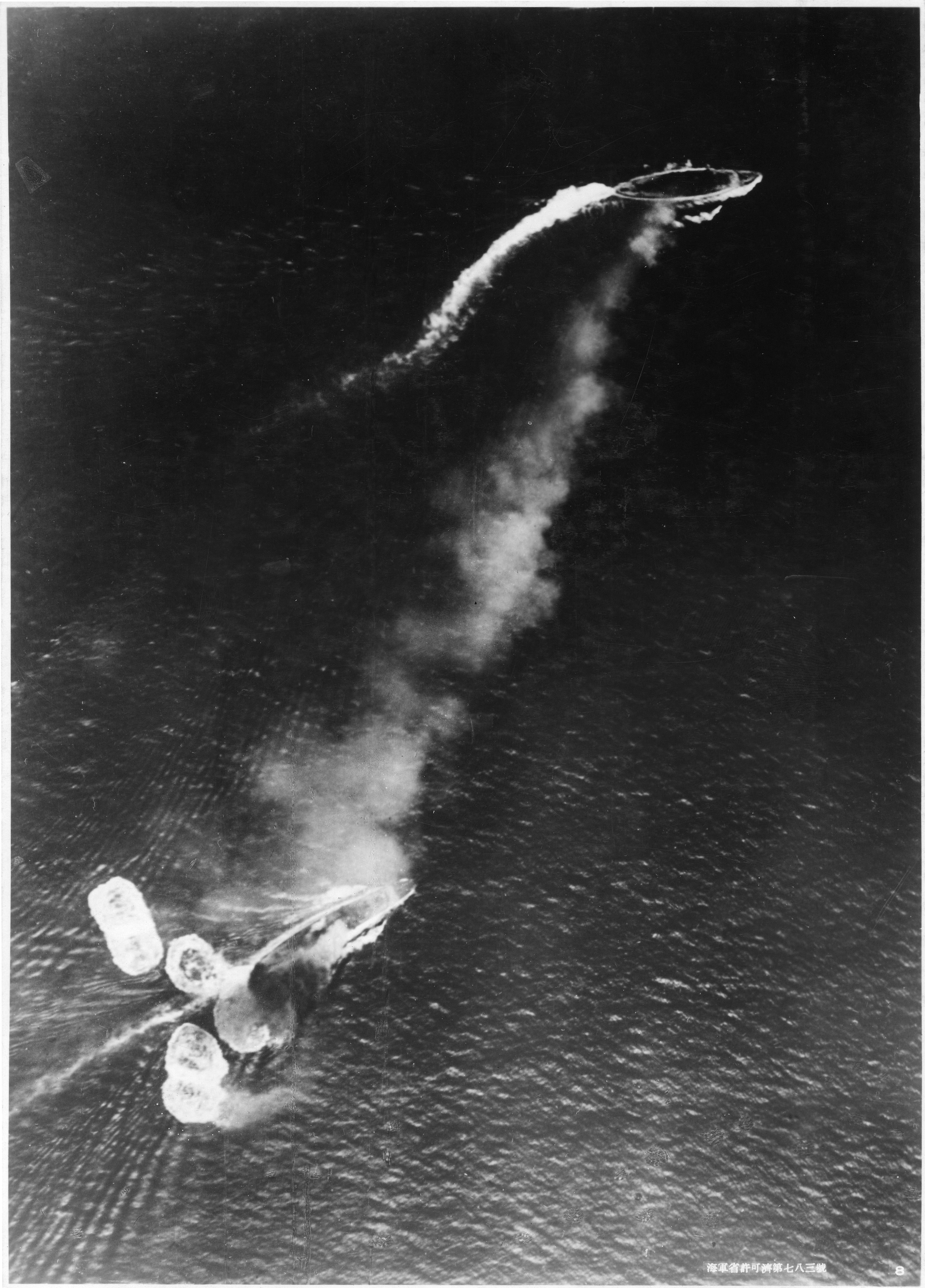
Trafiony bombą „Repulse” (u dołu) oraz „Prince of Wales” widziane z japońskiego samolotu w początkowej fazie bitwy

9 grudnia około 13.40, w odległości 300 mil morskich na północ od Singapuru, zespół został dostrzeżony przez japoński okręt podwodny I-65, komandora Hakuo Harady. Przed wieczorem okręty zostały odnalezione także przez japońskie samoloty rozpoznawcze. Admirał Philips, mając świadomość, że stracił atut zaskoczenia i dalsze pozostawanie na dotychczasowym kursie naraża jego okręty na niebezpieczeństwo ataków lotniczych, postanowił zawrócić do Singapuru. Najpierw jednak (po 18.30) odesłał w drogę powrotną stary niszczyciel „Tenedos”. Pozostałe okręty skręciły najpierw na zachód, ze zwiększoną do 26 węzłów prędkością, by około 20.30 położyć się na kurs prowadzący do Singapuru. Po północy 10 grudnia admirał Philips otrzymał wiadomość radiową, że w rejonie miejscowości Kuantan, w połowie odległości pomiędzy Kota Bharu a Singapurem, rozpoczął się kolejny japoński desant. Podjął wówczas decyzję o kolejnej zmianie kursu, by zaskoczyć i zniszczyć flotę inwazyjną. Wciąż zachowując bezwzględną ciszę radiową, nie poinformował o swojej decyzji nikogo w bazie. 50 minut po północy okręty ruszyły pełną prędkością na południowy zachód, w kierunku Kuantanu. Nieco wcześniej Zespół Z został wykryty przez kolejny japoński okręt podwodny I-58, którego dowódca, komandor Sohichi Kitamura, przeprowadził nieudany atak torpedowy i zameldował o sytuacji swojemu dowództwu. Na skutek kłopotów z łącznością część jego raportów dotarła z opóźnieniem lub nie została odczytana, tworząc w efekcie błędny obraz sytuacji. Tym niemniej Japończycy odkryli wówczas, że przeciwnik zawrócił w kierunku Singapuru i poznali jego aktualną pozycję.
Około godziny 10.00 rano 10 grudnia jeden z poszukujących Brytyjczyków japońskich samolotów rozpoznawczych natknął się na Zespół Z i rozpoczął nadawanie sygnałów radiowych, mających naprowadzić nań własne samoloty bombowo-torpedowe. Pierwsze bombowce 22. Flotylli Powietrznej pojawiły się nad brytyjskimi okrętami około 11.00. Pomimo oczywistego faktu wykrycia i zaatakowania jego zespołu, admirał Philips nie przerwał ciszy radiowej, aby zażądać osłony myśliwskiej. Gdy nadlatujące samoloty znalazły się w zasięgu własnej ciężkiej artylerii przeciwlotniczej, nakazał otwarcie ognia i jednocześnie rozpoczęcie przez oba ciężkie okręty zwrotu o 30° na prawą burtę a następnie drugiego, o 50° w lewo. Manewr ten skutecznie uniemożliwił artylerzystom odkładanie poprawek, co sprawiło, że brytyjski ogień w pierwszej fazie starcia był nieskuteczny. W pierwszej fali atakowało dziewięć samolotów Mitsubishi G3M2, uzbrojonych w dwie bomby po 250 kg każda. Skupiły się one na „Repulse”, nadlatując od dziobu i zwalniając po jednej bombie. Uzyskały jedno bezpośrednie trafienie, w pokład katapultowy na śródokręciu, za drugim kominem. Bomba, po przebiciu pokładu eksplodowała w mesie załogi, wywołując niegroźny dla sprawności bojowej okrętu pożar. Co najmniej jeden z marynarzy zginął, kilku lub kilkunastu innych odniosło rany. Od wybuchu zapalił się również podwieszony na dźwigu Walrus, zrzucony potem do morza przez jego załogę. Artylerzyści „Repulse” uszkodzili pięć spośród atakujących samolotów, z czego dwa poważnie, wyłączając je z dalszych działań. Od tej pory admirał Philips zrezygnował z manewrów zespołowych, dając każdemu z dowódców wolną rękę przy odpieraniu nalotów.
Kolejny atak na „Repulse” przypuściło osiem samolotów torpedowych drugiej fali ataku, jednak wszystkie zrzucone torpedy zostały wymanewrowane przez doskonale dowodzącego komandora Tennanta. Kolejne dwa ataki na krążownik liniowy: bombowy, wykonany przez samoloty pierwszej fali, zrzucające pozostałe bomby 250 kg oraz torpedowy ośmiu samolotów, również nie przyniosły efektów. O 11.58 komandor Tennant, zorientowawszy się, że admirał Philips wciąż nie powiadomił Singapuru o ataku, uczynił to na własną rękę, uznając dalsze utrzymywanie ciszy radiowej za bezcelowe. Sygnał został odebrany i odszyfrowany, a o 12.20 z lotniska Kallang wystartowały pierwsze dwa myśliwce Brewster Buffalo, wkrótce zaś następnych dziesięć. „Repulse” zbliżył się do „Prince of Wales” na odległość czterech kabli, aby dać mu wsparcie swej artylerii przeciwlotniczej.

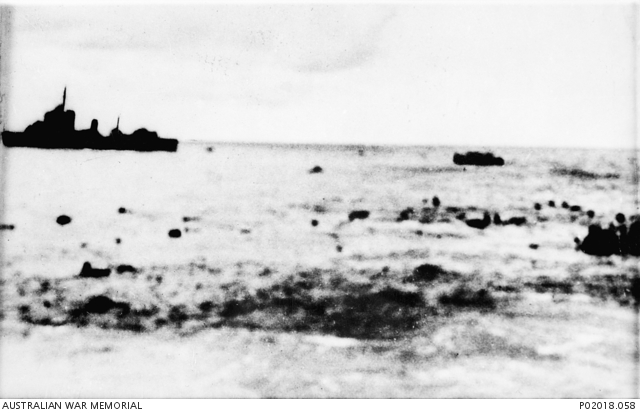
Brytyjscy rozbitkowie oraz jeden z ratujących ich niszczycieli

W tym samym czasie nad brytyjskie okręty nadleciało 26 bombowców Mitsubishi G4M1. 11 samolotów zaatakowało „Repulse”, nadlatując z dwóch kierunków. W efekcie, pomimo sprawnego manewrowania, jedna z torped trafiła w bąbel przeciwtorpedowy na lewej burcie, powodując nieznaczne uszkodzenia. Kolejny nalot, dziewięciu samolotów torpedowych atakujących synchronicznie z dwóch stron, był bardziej skuteczny. W krążownik liniowy trafiły, według świadectw brytyjskich, cztery następne torpedy: trzy w lewą i jedna w prawą burtę. Wlewająca się do kadłuba woda spowodowała znaczny przechył na lewą burtę, zaś unieruchomiony ster nie dawał żadnych możliwości manewru. Widząc beznadziejną sytuację swojego okrętu, komandor Tennant wydał rozkaz ewakuacji załogi. Sam zamierzał zginąć wraz z „Repulse”, ale został przez własnych oficerów zmuszony do skoku do wody. Około 12.35 „Repulse” przewrócił się przez lewą burtę i zatonął rufą naprzód na pozycji 3°37'18"N, 104°20'36"E. Zginęło 513 (w źródłach spotykane są również inne liczby zabitych) z 1309 członków załogi, pozostali zostali uratowani przez niszczyciele „Electra” (ten sam, którego załoga ratowała jedynych trzech ocalałych po eksplozji „Hooda”) i „Vampire”. Wkrótce potem zatonął również „Prince of Wales”, na którym zginęło 327 z 1612 osób załogi, razem z admirałem Philipsem i dowódcą okrętu komandorem Johnem C. Leachem.
18 grudnia nad akwenem bitwy przeleciał pojedynczy samolot G4M1 „Betty”, pilotowany przez porucznika (Daii) Haruki Iki, który zrzucił do wody dwa bukiety kwiatów, w hołdzie dla poległych: swoich kolegów z 22. Flotylli oraz załóg obu okrętów.

## Wrak „Repulse”
Wrak okrętu spoczywa na dnie Morza Południowochińskiego w miejscu zatonięcia, na głębokości 54 m, stępką do góry, z lewą burtą częściowo zagrzebaną w dnie. Już w 1942 roku zlokalizowali go Japończycy, których nurkowie dotarli do okrętu i spenetrowali go przynajmniej w części, poszukując między innymi elementów wyposażenia radarowego. W 1943 roku pojawiły się pogłoski o możliwych próbach wydobycia „Repulse”, do których jednak w rzeczywistości nie doszło.
Wrak został uznany za grób wojenny i objęty ochroną Protection of Military Remains Act. W 2007 roku brytyjsko-australijska wyprawa nurków dotarła do obu zatopionych okrętów i zbadała ich uszkodzenia. Podczas nurkowania na „Repulse” potwierdzono fakt trafienia krążownika co najmniej dwiema torpedami: w śródokręcie na prawej i rufę na lewej burcie. Miejsca dwóch raportowanych trafień w śródokręcie lewej burty okazały się niedostępne dla badaczy. Nie znaleziono natomiast śladów zniszczeń po zgłaszanej eksplozji torpedy na lewej burcie w rejonie rufowej wieży artyleryjskiej.
Do obu spoczywających w rejonie Kuantanu wraków na stałe przymocowane są boje z brytyjskimi banderami wojennymi, które są regularnie wymieniane na nowe w czasie kolejnych eksploracji.